# Balho

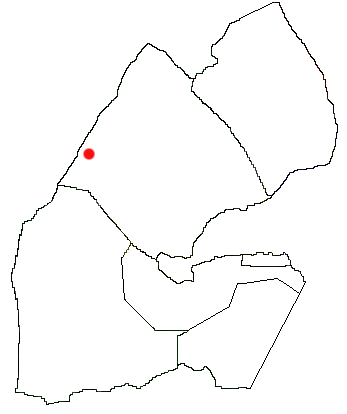
Balhos läge i Djibouti.

Balho är huvudstad i regionen Tadjourah i den östafrikanska staten Djibouti. Den ligger nära gränsen till Etiopien.